# 十七年命運週期
《十七年命運週期》（英語：Cicada Cycle）是MakerVille出品在ViuTV播出的電視劇。首播日期2024年9月23日21:30，同步上架串流平台Viu。是一個講述橫跨2003年沙士及2020年新冠肺炎2個不同時間的人們面對命運交替時所做的抉擇，及人們自我成長、自我療癒的故事。導演羅嘉駿表示他想透過這部作品陳述一個關於面對低潮的故事，包含了主角、城市和導演自己的低潮。

## 背景介紹
為了籌拍及呈現橫跨17年的故事，除將疫情的時間線重新梳理外，製作團隊買下新聞畫面版權，並將電腦、電話、MD 機、Yes!Card、雜誌等資訊還原。導演認為因為香港人有著共同的經歷，看到這些符合時代背景的劇情時會更投入其中，回憶對香港人而言重要的人生事件，並透過主角的遭遇讓觀眾知道不好的事情就像疫情一樣會過去，往後仍會往好的方向發展。
劇名中的「17年」指沙士和新冠疫情相距17年。而英文劇名是導演透過ChatGPT所生成，據導演所述，英文劇名Cicada Cycle被ChatGPT生成的理由是指蟬的週期，而週期蟬的若蟲自穴居至破土期間約13至17年，並反覆這個過程產生生命循環。而導演對這個名稱感到相當滿意。

## 每集列表
| 集數 | 標題           | 導演   | 編劇                   | 首播日期       | 香港收視人數 （百萬） |
| --- | -------------- | ------ | ---------------------- | -------------- | --------------------- |
| 1 | 還圓           | 羅嘉駿 | 黃智揚、李瑞娜、石俊傑 | 2024年9月23日  | 待定                  |
| 蕃茄（廖子妤飾）於2020年返回香港探望生病的父親（魯文傑飾）。在防疫酒店中，她的內心被壓抑的思緒所困擾，開始回想過去。在過去，年輕的蕃茄（張可欣飾）在2002年的人生出現巨大轉變，並遇見兩位將深刻影響她生活的新同學。 |                |        |                        |                |                       |
| 2 | 編號9的秘密    | 羅嘉駿 | 黃智揚、李瑞娜、石俊傑 | 2024年9月24日  | 待定                  |
| 外賣員（楊樂文飾）在2020年發現顧客對「9號茄汁」的奇怪要求引發了群組的熱議。他決定追尋這位神秘客人。在過去，2002年的校內，「Ketchup to Matchup」配對遊戲拉開序幕，浪漫的氣氛迅速蔓延。                              |                |        |                        |                |                       |
| 3 | 回力劇社       | 羅嘉駿 | 黃智揚、李瑞娜、石俊傑 | 2024年9月25日  | 待定                  |
| 外賣員在2020年得知酒店房客並非舊友，從蕃茄那聽到令人感慨的消息。小青（陳書昕飾）在2003年因才華受到導演歐陽（黎濟銘飾）注意，而蕃茄（張可欣飾）因戲劇比賽獲得出國機會。                                             |                |        |                        |                |                       |
| 4 | 失語           | 羅嘉駿 | 黃智揚、李瑞娜、石俊傑 | 2024年9月26日  | 待定                  |
| 小青發現自己會因緊張而失語，且影響劇社的排練。在大家感到困擾時，某款茄汁遊戲協助她克服這個問題。 |                |        |                        |                |                       |
| 5 | 讓             | 羅嘉駿 | 黃智揚、李瑞娜、石俊傑 | 2024年9月27日  | 待定                  |
| 每個家庭都有自己的困境，經常無法滿足孩子的期望。蕃茄與父母間的衝突正逐漸擴大。 |                |        |                        |                |                       |
| 6 | 羈絆           | 羅嘉駿 | 黃智揚、李瑞娜、石俊傑 | 2024年9月30日  | 待定                  |
| 蕃茄（張可欣飾）考慮離開劇社，但劇社成員們嘗試挽留她，劇社成員的行為產生一股力量讓蕃茄感受到深厚的情感。 |                |        |                        |                |                       |
| 7 | 不平安夜       | 羅嘉駿 | 黃智揚、李瑞娜、石俊傑 | 2024年10月1日  | 待定                  |
| 平安夜，Rosalyn（李玗蓁飾）設計捉弄小青（陳書昕飾）。產生的意外導致歐陽（黎濟銘飾）考慮解散劇社。 |                |        |                        |                |                       |
| 8 | 連體少女的煩惱 | 羅嘉駿 | 黃智揚、李瑞娜、石俊傑 | 2024年10月2日  | 待定                  |
| 蕃茄試圖與小青修復關係，同時，劇社成員嘗試說服歐陽改變解散意願。木星（楊樂文飾）2020年遇到一名導演，開始連結上其他人。                                                                                             |                |        |                        |                |                       |
| 9 | 取捨           | 羅嘉駿 | 黃智揚、李瑞娜、石俊傑 | 2024年10月3日  | 待定                  |
| 蕃茄對父母存有怨懟，指責父親（魯文傑飾）沒有挽回母親（禤思敏飾）。在超人（林漢忠飾）提點後她逐漸明白父親的苦衷。劇社在2020年的疫情期間舉辦私密聚會，蕃茄（廖子妤飾）和小青（李敏飾）及其他劇社成員們重逢。         |                |        |                        |                |                       |
| 10 | 十七年蟬       | 羅嘉駿 | 黃智揚、李瑞娜、石俊傑 | 2024年10月4日  | 待定                  |
| 蕃茄和木星回憶丈夫（陳健朗飾）去世後的情形。蕃茄原本以為旅遊可以減少傷感，但沒想到造成反效果。 |                |        |                        |                |                       |
| 11 | 夢醒           | 羅嘉駿 | 黃智揚、李瑞娜、石俊傑 | 2024年10月7日  | 待定                  |
| 蕃茄（廖子妤飾）醉酒時看見丈夫（陳健朗飾）的幻影，誤認為鬼魂，醒後向幻影提問。超人（林漢忠飾）2003年向蕃茄（張可欣飾）表白，蕃茄漸漸打開心房後，她不知如何面對小青（陳書昕飾） 。                                  |                |        |                        |                |                       |
| 12 | 害怕           | 羅嘉駿 | 黃智揚、李瑞娜、石俊傑 | 2024年10月8日  | 待定                  |
| 蕃茄與木星（楊樂文飾）夜遊英青中學回憶十七年前，蕃茄透漏丈夫去世前兩人曾發生的價值觀衝突及留下的心理創傷 。 |                |        |                        |                |                       |
| 13 | 不幽默的玩笑   | 羅嘉駿 | 黃智揚、李瑞娜、石俊傑 | 2024年10月9日  | 待定                  |
| 木星為紀念摯友，與歐陽（黎濟銘飾）打賭創作好笑的段子，為此他重新審視人生，回想2003年與超人的過往，過程中發現他們已走上不同的道路。                                                                                 |                |        |                        |                |                       |
| 14 | 分歧           | 羅嘉駿 | 黃智揚、李瑞娜、石俊傑 | 2024年10月10日 | 待定                  |
| 因為Soling（毛曄穎飾）造成失誤使劇社出現無法演出及比賽的可能性，為此導演考慮提前錄影挽救。在超人參與演出後，小青發現蕃茄和超人的關係，小青在動搖下進行魯莽的行動。                                                 |                |        |                        |                |                       |
| 15 | 餘光           | 羅嘉駿 | 黃智揚、李瑞娜、石俊傑 | 2024年10月11日 | 待定                  |
| 疫情趨緩後劇團進行正式公演，舞台上呈現的故事融會過去和現在，讓眾人放下過去的遺憾，展開新的生活。 |                |        |                        |                |                       |

## 演員資訊
劇中擔任男女主角的演員是楊樂文及廖子妤，導演認為女主角廖子妤可以將完整的感情宣洩，演出感情戲是精準的。因為劇中第1及2集片尾名單僅呈現主角廖子妤、楊樂文、陳健朗、李敏、張可欣、陳書昕、林漢忠、鄭學謙的本名，但並未呈現所飾演的角色，除部分已被觀眾知道的資訊像是廖子妤和張可欣分別飾演同一角色番茄的2020版本及2003年版本外，直到第3集後才發布完整演員資訊，讓觀眾知道訓導主任（何華超飾）是小青父親，Rosalyn（李玗蓁飾）是小青的姊姊，買奶黃包給蕃茄的栗米頭（林漢忠飾）是番茄的丈夫超人。
李玗蓁在劇中的演出中有捉弄戲中妹妹小青的橋段而被觀眾聲討，對此李玗蓁表示角色不討好是一種挑戰，被聲討愈多他愈開心，因為演出受到肯定，他相信觀眾是討厭角色而不是演員本人。他也表示演出時需要快速的情緒轉換也具挑戰性。
選角部分，導演提及34歲左右的年齡段的演員是好找的，也有許多優秀演員，但為求真實，飾演17歲這個年紀角色的演員不能超過22歲，經過上千次的面試後選定畢業於香港浸會大學環球螢幕演技藝術學士第一屆畢業生且具有一定演出經驗的陳書昕及沒有演戲經驗的張可欣分別飾演小青和番茄。

### 主角及相關劇情簡介
廖子妤及張可欣分別飾演陶嘉鞱（蕃茄）成年及青年版本，該角色是劇中女主角，角色在初中時就讀國際學校，升讀中四時因父母離異及家道中落寄住姑姐（胡麗英飾）家中，並轉校至英菁中學，因而認識同班同學蔡曼青及陳迪加，後來與陳迪加成為情侶。陶嘉鞱與改嫁移民的母親（禤思敏飾）斷聯十七年，曾埋怨父親（魯文傑飾）無能，及後諒解並和好。中四時，她與蔡曼青、陳迪加加入回力劇社，最初負責服裝設計，後成為演員。
陶嘉鞱成年後成為時裝買手，並與陳迪加結婚，但選擇不生育並曾墮胎。2020年新冠疫情期間，丈夫突然去世使她陷入悲傷內疚，獨自前往美國尋找丈夫提及的十七年週期蟬，寄住母親及繼父家中並酗酒，期望在酗酒的幻覺中見到亡夫。2020年12月，因父親感染新冠返港，在隔離酒店訂外賣認識丈夫少年時的好友余木成，在他勸解下決定戒酒，後來更重遇因沙士疫情解散的回力劇社成員並與他們重新創作、演出新舞台劇。
楊樂文及鄭學謙分別飾演余木成（木星）成年及青年版本，該角色是劇中男主角，角色與陳迪加為小學同學，雖與陳迪加在中學時就讀不同學校，卻仍是好友，但不認識陶嘉鞱和蔡曼青。余木成成長於單親家庭，少年時為籌募母親醫藥費而兼職，與陳迪加利用英菁中學的電腦室製作翻版影碟。沙士疫情期間，透過陳迪加母親取得口罩高價轉售，但陳迪加因道德考量而停止，余木星卻因此事不再與陳迪加交住。長大後，余木成成為外賣員，結婚育有一女，但妻子在女兒出生後離開，成為單親父親。余木成自小喜歡表演楝篤笑，長大後更自拍楝篤笑短片上載於網上，但質素一般。新冠疫情期間，他因隔離酒店外賣訂單認識陳迪加妻子陶嘉鞱，因而得知陳迪加去世的消息。後來透過陶嘉鞱認識回力劇社成員，並與他們重新創作、演出新舞台劇。
李敏及陳書昕分別飾演蔡曼青（小青）成年及青年版本，角色在中四時認識陶嘉鞱和陳迪加。因追討暑期工欠薪不遂而到僱主店舖偷竊，被判入更生中心，少年時夢想成為演員，受舞台劇導演歐陽柊賞識，加入回力劇社。她暗戀陳迪加，因誤會一度與陶嘉鞱反目，後和好。蔡曼青長大後成為半紅不黑的演員，更被拖欠拍攝廣告的薪酬。新冠疫情期間轉為社區中心福利員，因過去的黑歷史被揭露而自願離職。後來重遇因沙士疫情解散的回力劇社成員並與他們重新創作、演出新舞台劇。
陳健朗及林漢忠分別飾演陳迪加（超人）成年及青年版本，角色的家境富裕且熱愛研究昆蟲，在中四時就讀英菁中學，與陶嘉鞱和蔡曼青為同班同學，並一同加入回力劇社。愛上陶嘉鞱，後來與她成為情侶。陳迪加曾與余木成合作販賣翻版影碟，在沙士疫情期間高價轉售口罩，但後來二人因道德衝突而不相往來。成年後，他成為急症室醫生，並與陶嘉鞱結婚，想要孩子但為尊重妻子選擇墮胎，加上工作壓力，導致出現情緒問題。新冠疫情期間，他疑似因工作過勞而猝死。

### 其他影響主要劇情推進角色簡介
魯文傑飾陶嘉鞱父親陶漢坤，2002年因與妻子離異及工作的公司倒閉失去高職，被迫與女兒寄住在妹妹家中。任職停車場保安，為女兒可繼續學溜冰而晚間兼職當清潔工人，曾被女兒埋怨無能，及後被諒解並和好。2020年新冠疫情期間受感染，後康復。
黎濟銘飾回力劇社創辦人兼導演歐陽柊，2002年邀請蔡曼青、陶嘉鞱及陳迪加加入回力劇社，並打算參加2003年美國舉辦的自創舞台劇比賽，後因沙士疫情影響而無法完成作品參賽，劇社亦因而解散。新冠疫情期間，重遇陶嘉鞱和蔡曼青，及認識陳迪加的好友余木成，並與他們重新創作、演出新舞台劇。
李玗蓁飾蔡曼青姊姊蔡玫麗(Rosalyn），英菁中學領袖生長及學生會主席，品學兼優，曾加入回力劇社。因不滿父母關注有行為問題的蔡曼青而針對其妹，並設局間接令妹妹被車撞傷，因此而內疚，辭任領袖生長及退出回力劇社，後與妹妹和好。長大後與丈夫兒子移民外國。
何求飾英菁中學領袖生李健友，後升為領袖生長。不時運用職權假公濟私。發現回力劇社成員偷入英菁中學禮堂攝錄舞台劇，間接令回力劇社無法完成比賽作品而解散。

## 外部連結
- ViuTV：十七年命運週期 （页面存档备份，存于）
- MakerVille：十七年命運週期 （页面存档备份，存于）
- 豆瓣电影上《十七年命運週期》的資料 （简体中文）